# Tatoi (palats)
Tatoipalatset är en villa på en egendom med samma namn vid foten av Parnithaberget utanför Aten i Grekland. Det är känt som ett före detta kungligt slott och har tillhört den före detta grekiska kungafamiljen.
I närheten av villan finns även kunglig begravningsplats där samtliga grekiska kungar från huset Glücksburg är begravda.

## Historik
Tatoi är känt som en jordegendom under den osmanska tiden. Den övertogs av den grekiska adelsfamiljen Soutsos efter självständigheten 1830, och köptes av kung Georg I av Grekland 1871. Ett enkelt tvåvåningshus i grekisk-schweizisk stil med ett sadeltak uppfördes av Ernest Ziller 1874 och fungerade som kungafamiljens första fritidshus i Grekland. 1884-1889 uppfördes en större slottsliknande byggnad av Savvas Boukis. Samtidigt uppfördes också flera mindre byggnader, bland annat ett hus för hovfunktionärer och en egen telegraf, och en verklig godsverksamhet påbörjades. Det var en av Greklands första lantegendomar i modern västerländsk stil i 1800-talets Grekland, och räknas som dess första västerländska typ av lantslott. 
Tatoi användes regelbundet som kungafamiljens privata fritidsbostad från 1889 och framåt; bland annat föddes Georg II av Grekland där 1890. Godset härjades av en eldsvåda 1916, men återuppbyggdes under ledning av dess förvaltare Vassilios Drouvas, som också förvaltade egendomen med framgång under republiken 1924-1935 liksom under andra världskriget, då Grekland var ockuperat. Slottet attackerades och brändes under det grekiska inbördeskriget, men återuppbyggdes 1946. 
Från och med slutet av 1948 bosatte sig kungafamiljen permanent i herrgården och stannade kvar i den till morgonen den 13 december 1967, då de lämnade landet efter militärkuppen samma år. När monarkin avskaffades 1973 konfiskerades den före detta kungafamiljens egendom, däribland Tatoi. 
Tatoi är sedan länge övergivet och förfallet. Den grekiska regeringen meddelade 2007 sin avsikt att restaurera byggnaden och göra den till ett museum. 
Den 16 januari 2023 begravdes den siste grekiska kungen, Konstantin II, efter en begravningsgudstjänst i Metropoliskatedralen, på egendomen 49 år efter detroniseringen och många år i exil.